# دبورا سولومون
دبورا سولومون (انگلیسی: Deborah Solomon؛ زادهٔ ۹ اوت ۱۹۵۷) روزنامه‌نگار، منتقد هنر و زندگی‌نامه‌نویس اهل ایالات متحده آمریکا است. ستون هفتگی او در مجله نیویورک تایمز با عنوان «سؤال از» از سال ۲۰۰۳ تا ۲۰۱۱ منتشر می‌شد. او هم‌اکنون منتقد هنر رادیوی عمومی دبلیوان‌وای‌سی و بخش نیویورک ان‌پی‌آر است.
وی همچنین برندهٔ جوایزی همچون کمک‌هزینه گوگنهایم شده‌است.